# 24: Conspiracy
24: Conspiracy is een spin-off van de televisieserie 24, geproduceerd voor mobiele telefoons voor Verizon. Het programma bestaat uit een serie van 24 afleveringen die elk 1 minuut duren, waarvan elke drie dagen na 30 januari 2005 een aflevering werd uitgebracht. Het is de eerste zogenaamde "mobisode"-serie van de zender FOX. Door piraterij is de volledige serie ook op internet te vinden.
Het programma speelt zich af in Washington D.C. tijdens de gebeurtenissen van het vierde seizoen. In tegenstelling tot de oorspronkelijke televisieserie spelen de 24 afleveringen zich niet in werkelijke tijd af, in plaats daarvan speelt elke aflevering van een minuut zich op een andere tijd van de dag af. 24: Conspiracy heeft een volledig andere rolbezetting dan de originele televisieserie.

## Rolverdeling
| Acteur         | Personage    |
| -------------- | ------------ |
| Dylan Bruce    | Martin Kail  |
| Beverly Bryant | Susan Walker |
| Steve Kramer   | James Sutton |
| Amy Rider      | Kelly        |

## Achter de schermen
- Eric Young (Regisseur)
- Gary Newman (Producent)
- Steven Melnick (Producent)
- Mitch Feinman (Producent)
- Lucy Hood (Producent)